# 貝克嶺
貝克嶺（英語：Baker Ridge）是南極洲的山嶺，位於伊利沙伯女皇地，屬於彭薩科拉山脈的一部分，處於華盛頓陡崖以北9公里，根據美國地質調查局的測量和美國海軍的空中照片被繪入地圖。
83°20′S 55°40′W / 83.333°S 55.667°W